# Frank Nodarse
Frank Leidam Nodarse Chávez (La Habana, Cuba; 6 de diciembre de 2000) es un futbolista cubano. Juega de defensa central y su equipo actual es el Rhode Island FC de la USL Championship estadounidense.

## Trayectoria
Nacido en La Habana, Nodarse comenzó su carrera en el Storm FC de los Estados Unidos.
En 2020 se incorporó al nuevo Fort Lauderdale CF de la USL League One, donde jugó por dos temporadas.
En agosto de 2021, fue cedido al Charleston Battery.
El 22 de marzo de 2022, Nodarse fichó en el Rio Grande Valley FC de la USL Championship.

## Selección nacional
Fue internacional juvenil por Cuba.

## Estadísticas
Actualizado al último partido disputado el 11 de junio de 2023.
| Club                              | Div.          | Temporada     | Liga  | Liga  | Copas nacionales | Copas nacionales | Copas internacionales | Copas internacionales | Total | Total |
| Club                              | Div.          | Temporada     | Part. | Goles | Part.            | Goles            | Part.                 | Goles                 | Part. | Goles |
| --------------------------------- | ------------- | ------------- | ----- | ----- | ---------------- | ---------------- | --------------------- | --------------------- | ----- | ----- |
| Storm FC Estados Unidos           | 4.ª           | 2019          | 10    | 1     | —                | —                | —                     | —                     | 10    | 1     |
| Storm FC Estados Unidos           | Total club    | Total club    | 10    | 1     | 0                | 0                | 0                     | 0                     | 10    | 1     |
| Fort Lauderdale Estados Unidos    | 3.ª           | 2020          | 7     | 0     | —                | —                | —                     | —                     | 7     | 0     |
| Fort Lauderdale Estados Unidos    | 3.ª           | 2021          | 6     | 0     | —                | —                | —                     | —                     | 6     | 0     |
| Fort Lauderdale Estados Unidos    | Total club    | Total club    | 13    | 0     | 0                | 0                | 0                     | 0                     | 13    | 0     |
| Charleston Battery Estados Unidos | 2.ª           | 2021          | 3     | 0     | —                | —                | —                     | —                     | 3     | 0     |
| Charleston Battery Estados Unidos | Total club    | Total club    | 3     | 0     | 0                | 0                | 0                     | 0                     | 3     | 0     |
| Rio Grande Valley Estados Unidos  | 2.ª           | 2022          | 18    | 1     | 2                | 1                | —                     | —                     | 20    | 2     |
| Rio Grande Valley Estados Unidos  | 2.ª           | 2023          | 9     | 0     | 1                | 0                | —                     | —                     | 10    | 0     |
| Rio Grande Valley Estados Unidos  | Total club    | Total club    | 27    | 1     | 3                | 0                | 0                     | 0                     | 30    | 2     |
| Total carrera                     | Total carrera | Total carrera | 53    | 2     | 3                | 1                | 0                     | 0                     | 56    | 3     |